# Malá Baňa
Malá Baňa (361 m n. m.) je vrchol v pohoří Malé Karpaty nad městskou částí Bratislava - Rača. 

## Přístup
Přes vrch vede  Turistická značená trasa číslo 2403 .